# جارد موريلو
جارد موريلو (بالإنجليزية: Jared Murillo)‏ هو راقص أمريكي، ولد في 6 أغسطس 1988 في هونولولو في الولايات المتحدة.

## وصلات خارجية
- جارد موريلو على موقع IMDb (الإنجليزية)
- جارد موريلو على موقع ألو سيني (الفرنسية)
- جارد موريلو على موقع ميوزك برينز (الإنجليزية)
- جارد موريلو على موقع قاعدة بيانات الفيلم (الإنجليزية)
- جارد موريلو على موقع كينوبويسك (الروسية)